# Dandenong-Ranges-Nationalpark
Der Dandenong-Ranges-Nationalpark liegt in den Dandenongs, einem kleinen Gebirge im australischen Bundesstaat Victoria, 38 km östlich von Melbourne.
Weil der Park in stadtnaher Lage angesiedelt ist, gibt es immer wieder Schwierigkeiten mit streunenden Haustieren und Wildtieren. Vor einigen Jahren wurde in dem gesamten Gebiet der Dandenongs eine Ausgangssperre für Katzen verhängt und seit dieser Zeit steigt die Zahl und Vielfalt der Leierschwänze und anderer Wildvogelarten deutlich an.
Der Dandenong-Ranges-Nationalpark ist in fünf Sektionen aufgeteilt:
- Doongalla Forest – mit dem Mount Dandenong selbst und dem SkyHigh-Restaurant auf seiner Spitze, das einen Fernblick auf Melbournes Osten erlaubt.
- Ferntree Gully – der Südwesten des Nationalparks zwischen den Ortschaften Ferntree Gully und Boronia im Westen, Upwey im Süden, Tremont und Sassafras im Osten und The Basin im Norden. Im Park findet sich der Thousands Steps Trail zum One Tree Hill hinauf. Der sehr steile Wanderweg enthält über 700 Stufen, ist über 2,5 km lang und erinnert an die Schlacht um den Kokoda Track im Territorium Papua (Neuguinea) während des Zweiten Weltkrieges. Die Stufen sind gleichermaßen ein beliebtes Ziel für Touristen und Fitness-Enthusiasten. In der Vorsaison der Australian Football League (AFL) hetzt eine Reihe von AFL- und ähnlichen Teams aus Melbourne ihre Mannschaften die Stufen hinauf, um deren Fitness zu dokumentieren. Man weiß nicht genau, wann die Stufen entstanden sind, nimmt aber an, dass dies Anfang der 1860er-Jahre gewesen sein muss, als dies noch der einzige Weg auf den Gipfel des One Tree Hills war. Laut einem Touristenführer von 1868 waren alle anderen Gebiete mit dichtem Wald bewachsen. Eine Untersuchung im Park stellte fest, dass über 82 % der Besucher an Wochenenden den Park für Lauftraining nutzen. Aber auch für Picknicks ist die Gegend beliebt.
- Der Sherbrooke Forest liegt in der Nähe von Belgrave.
- Der Olinda Forest bedeckt die Osthänge des Mount Dandenong.
- Der Mount Evelyn Forest bildet den nördlichsten Teil des Parks.